# Flucht und Deportation von Juden aus Fürth

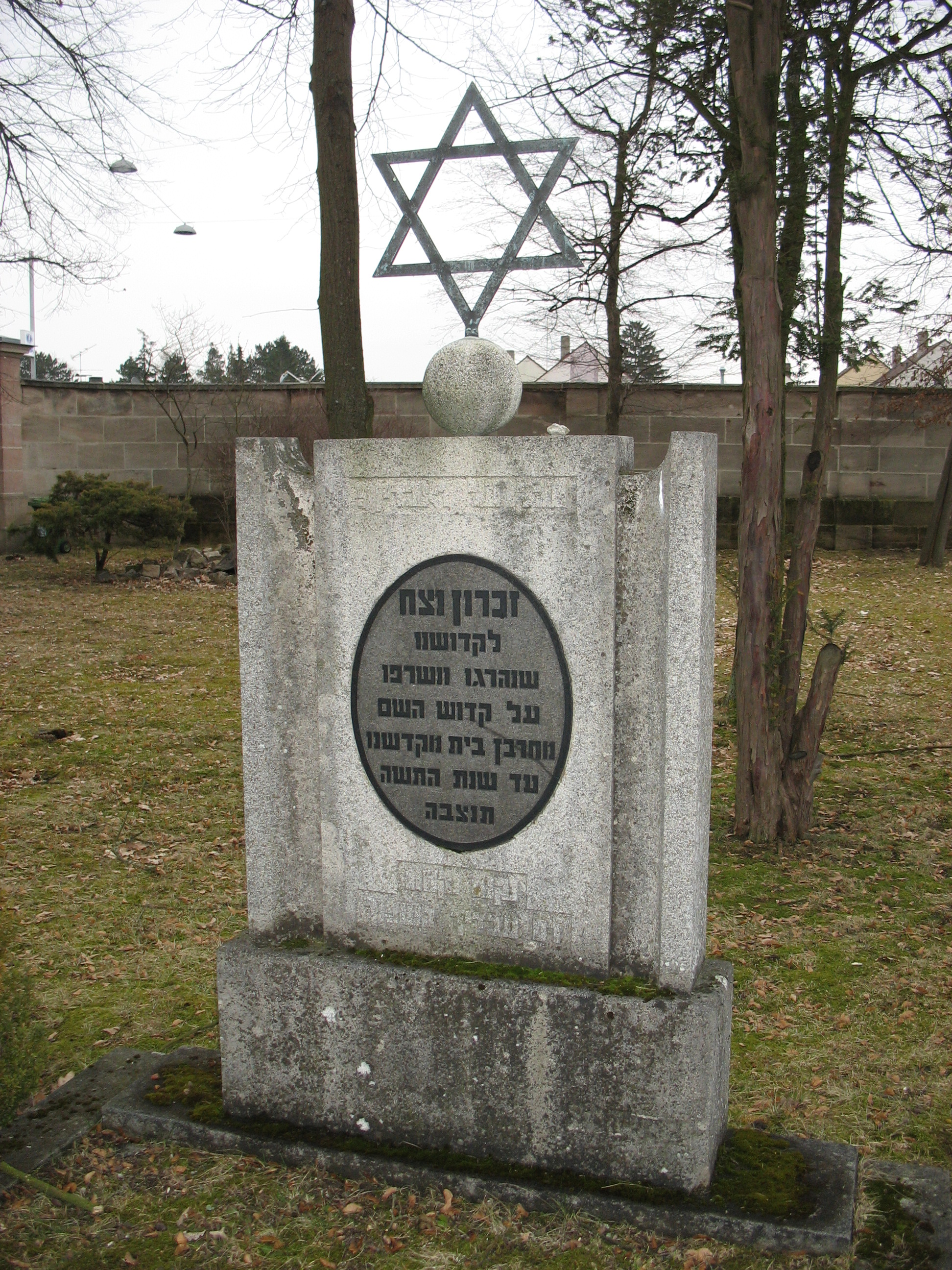
Shoa-Denkmal auf dem Neuen Jüdischen Friedhof Fürth, 1947 im DP-Lager Fürth Finkenschlag aufgestellt und 1949 versetzt.

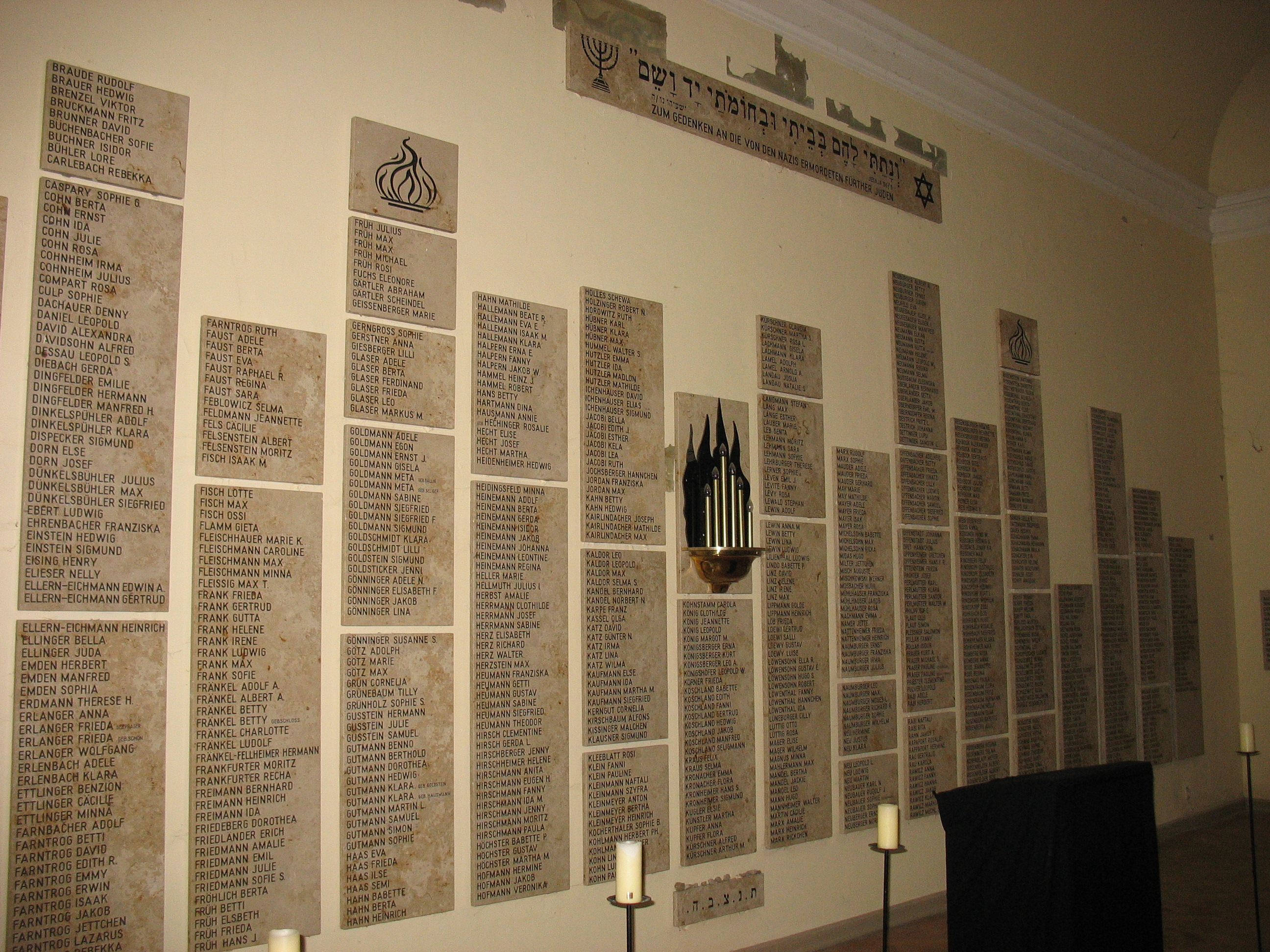
Gedenktafeln für die Fürther Shoa-Opfer im Tahara-Haus des Neuen Jüdischen Friedhofes Fürth.

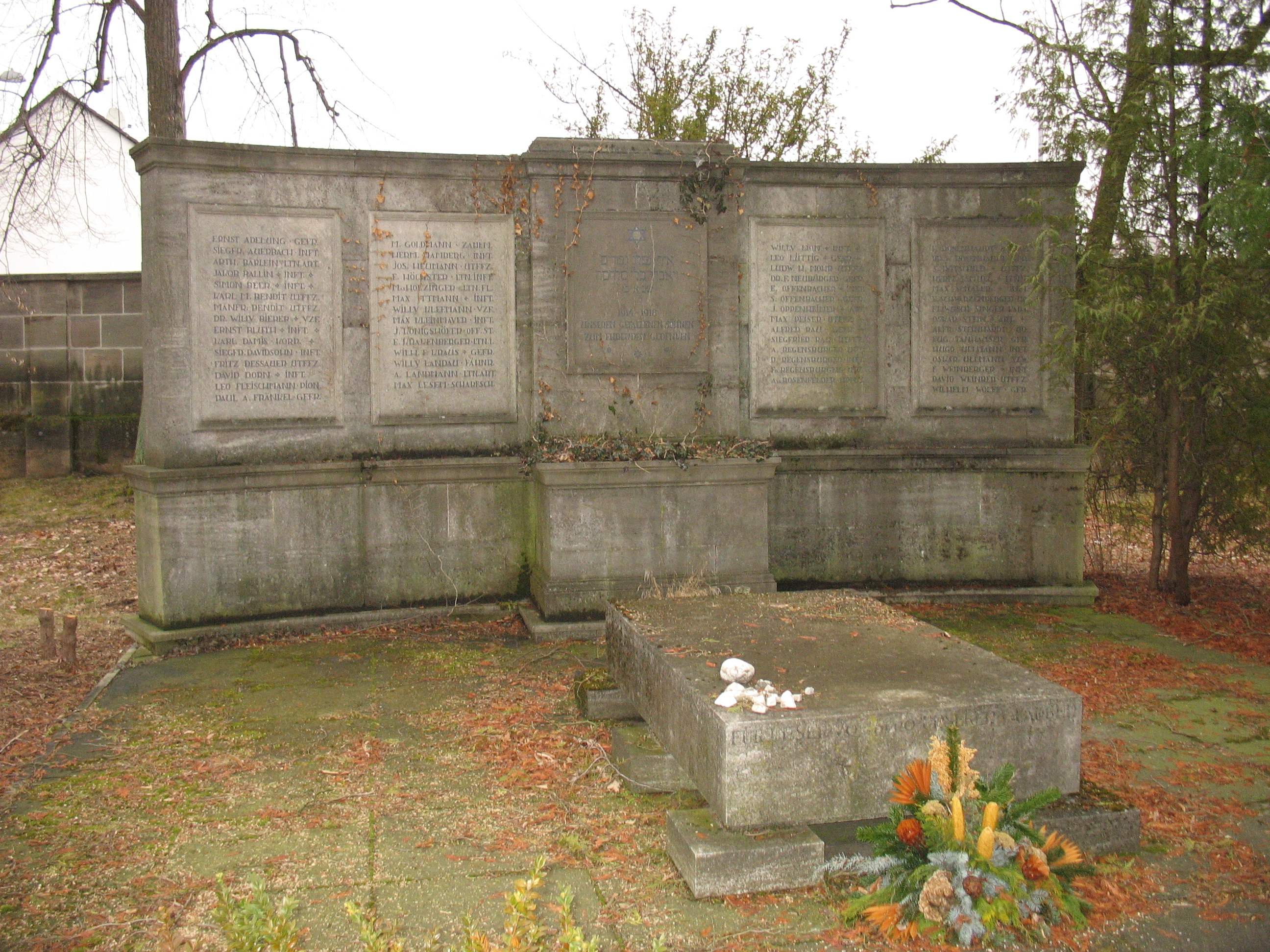
Im Vordergrund der Gedenkstein für die Shoa-Opfer im Neuen Jüdischen Friedhof Fürth (1949), im Hintergrund Denkmal für die jüdischen Gefallenen des Ersten Weltkrieges (1923).

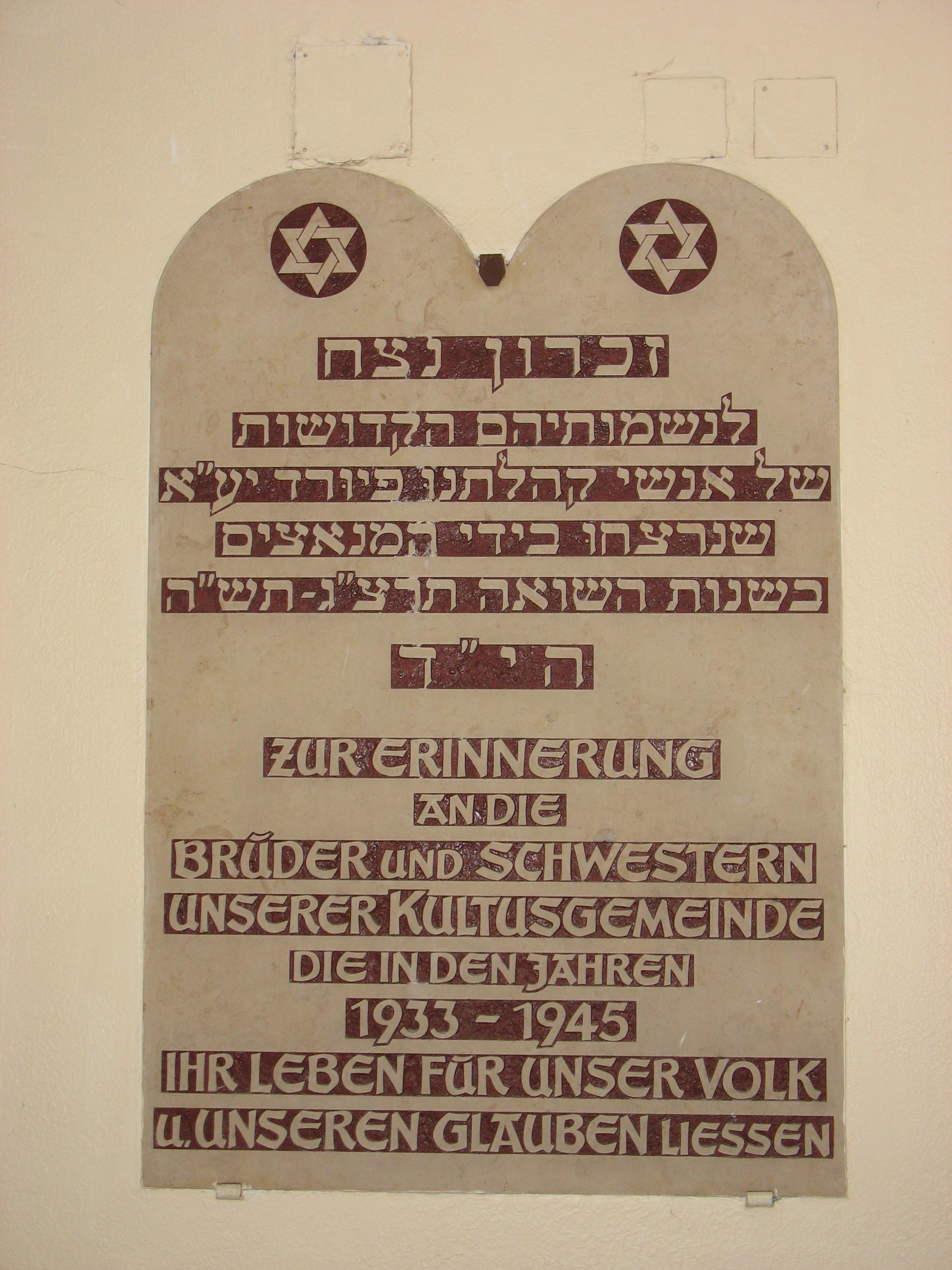
Gedenktafel für die Shoa-Opfer in der früheren Jüdischen Realschule Fürth

Die Flucht und Deportation von Juden aus Fürth ist bedingt durch die nationalsozialistische Verfolgung von 1933 bis 1945 und beinhaltet die Auswanderung unter Zurücklassung großer Teile des Eigentums sowie die zwangsweise Verschleppung von Fürther Juden. Aus der Stadt Fürth flüchteten von 1933 bis 1941 etwa 1.400 Bürger jüdischer Herkunft, 630 Personen wurden in den Jahren 1933 bis 1944 deportiert, 1068 Fürther jüdischer Herkunft fielen der Shoa zum Opfer.

## Jüdisches Leben in Fürth bis 1933
Fürth galt bis Anfang des 20. Jahrhunderts als eine Stadt, die wesentlich von jüdischer Kultur und Geschäftstätigkeit mitgeprägt war, so dass bis heute von einem „Bayerischen Jerusalem“ bzw. „Fränkischen Jerusalem“ gesprochen wird, den Begriff prägte erstmals um 1830 der Satiriker Moritz Gottlieb Saphir in ursprünglich abwertendem Kontext. Der jüdische Bevölkerungsanteil lag um 1800 bei über 20 Prozent, der absolute Höchststand 1880 bei 3336 jüdischen Einwohnern. Der Zuzug von Juden war in den liberalen örtlichen Verhältnissen begründet, die durch die Einverleibung Fürths durch Bayern im Jahre 1806 zunächst wieder eingeschränkt wurden. Das Zusammenleben zwischen Juden und Nichtjuden in Fürth wird bis zum Ersten Weltkrieg als gesellschaftlich vergleichsweise tolerant bezeichnet. Dieser Darstellung ist jedoch auch widersprochen worden.
Hitler schätzte deswegen Fürth dementsprechend negativ ein, er verglich gerne die „deutsche“ Stadt Nürnberg mit der benachbarten „jüdischen“ Stadt Fürth. Wo immer man wie in Fürth die Juden sich selbst überlassen und in Ruhe gelassen habe, so Hitler, hätten sie als „reine Parasiten“ nur „Elend und Versagen“ hervorgebracht. Tatsächlich jedoch verlor Nürnberg von 1600 bis 1800 die Hälfte seiner Einwohner und die Bedeutung als europäische Metropole, während sich im gleichen Zeitraum die Einwohnerzahl in Fürth verzehnfachte und eine Industrie- und Gewerbestadt entstand, Ludwig Tieck prägte 1812 den Begriff „Nordamerika von Fürth“, Jakob Wassermann jenen der „Stadt der tausend Schlöte“. Diese bis etwa 1820 andauernde gegenläufige Entwicklung der beiden Städte hatte verschiedene Gründe, einen davon stellte die 1887 veröffentlichte und weitverbreitete „Fronmüller-Stadtchronik“ so dar: „Nürnberg hatte sich durch die Judenvertreibung eine tiefe Wunde selbst geschlagen. Theils fehlte ihm seitdem wenigstens die Hälfte der benöthigten Kapitalien, theils entging ihm jenes industrielle Ferment, welches aller Orten die Israeliten zur Förderung von Verkehr und Handel bilden…“
Fürth war als Garnisonsstadt und durch eine stark exportorientierte Wirtschaftsstruktur von den Auswirkungen des Ersten Weltkrieges besonders betroffen. Nach dem Ersten Weltkrieg und den revolutionären Unruhen – in Fürth bestand eine kurzlebige Räterepublik – gründete sich schon am 18. September 1923 eine Ortsgruppe der NSDAP. Die Wahlergebnisse der NSDAP bzw. bis 1924 des Völkischen Blocks waren bis 1930 überdurchschnittlich, sanken dann aber fast auf das Niveau des Deutschen Reiches. Sie lagen damit zwar deutlich unter dem Schnitt in Mittelfranken, seit den frühen 1920er Jahren Heimstätte des „Frankenführers“ Julius Streicher. Die Ergebnisse in Fürth lagen jedoch immer über jenen in der Nachbarstadt Nürnberg. Die NSDAP nahm in Fürth Ende der 20er Jahre zeitweise den „in der Entwicklungszeit überlaut getätigten Antisemitismus“ zunächst wahltaktisch zurück, stellte anti-bolschewistische und „nationalvaterländische“ Positionen in den Vordergrund und erreichte so im Bürgertum – mitunter auch bei Juden – einen positiven Eindruck. Erst 1932 betonte sie wieder stärker den „Kampf gegen das Judentum“, vor allem 1933 wurde die antisemitische Hetze forciert: „Die NSDAP sei in erster Linie berufen, die Judenfrage zu lösen. Ohne Lösung der Judenfrage gebe es keine Erlösung des deutschen Volkes“, so berichtete der Fürther Anzeiger vom 8. Februar 1933. Die Mitgliederzahl der Fürther NSDAP verdreifachte sich in Fürth von 1927 bis zum Oktober 1931 auf nahezu 600 Mitglieder und bis August 1932 auf mindestens 1500. 1932 übertraf die NSDAP mit 38,7 % die bis dahin führende SPD um 3,4 Prozentpunkte, bei der Reichstagswahl am 5. März 1933 erreichte die NSDAP 44,8 Prozent.
1933 betrug der Anteil der jüdischen Fürther 2,6 Prozent oder 1.990 Menschen.

## Auswanderung und Ausweisung vor Kriegsbeginn

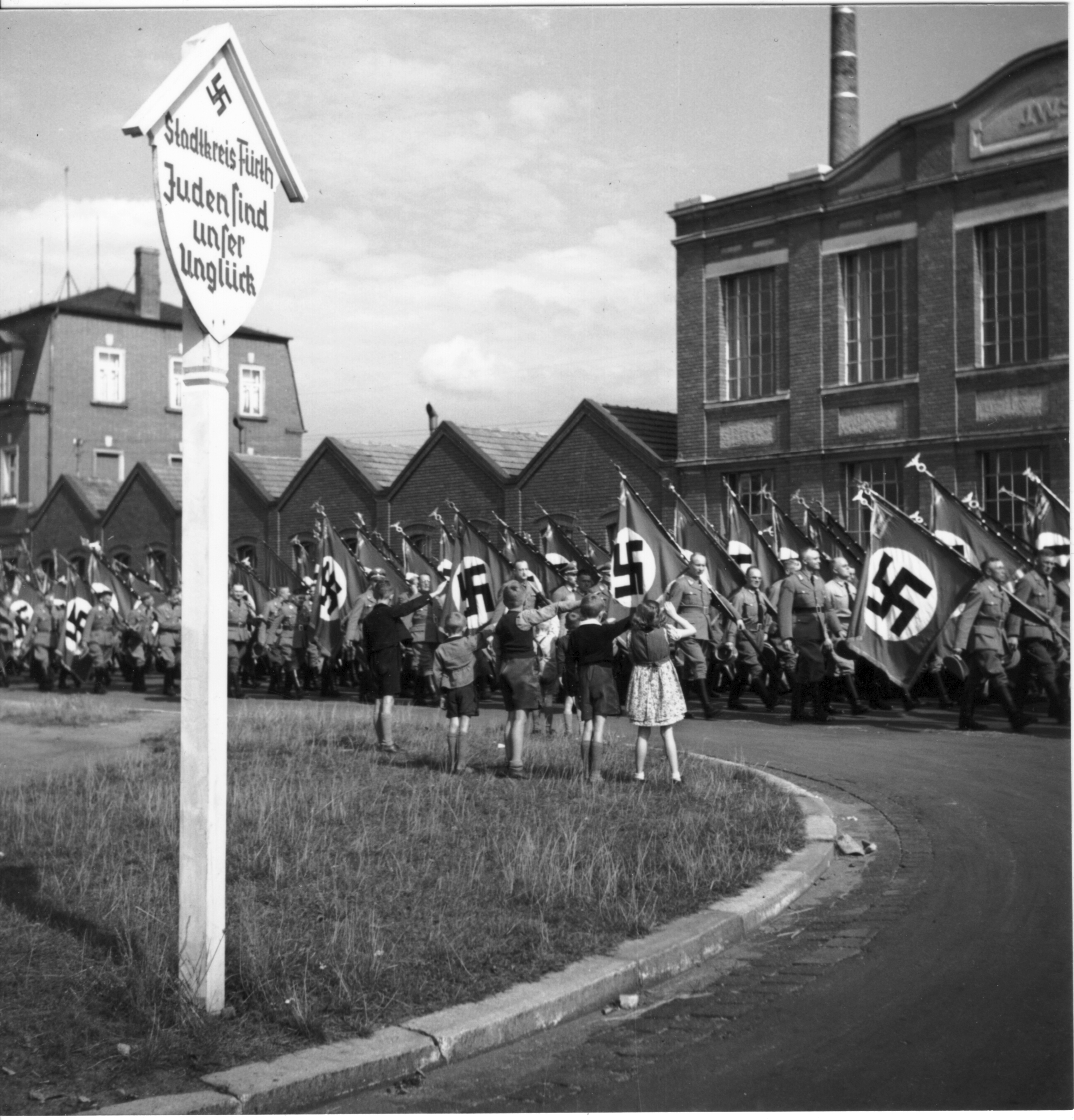
Schild mit antijüdischer Propaganda ca. 1938, NS-Kolonne auf dem Rückweg vom Reichsparteitag zum Übernachtungslager (vermutlich bei Nürnberg/Höfen), rechts das Gebäude Höfener Straße 91 in Nürnberg, die andere Straßenseite (links im Bild) gehört zu Fürth. Im Hintergrund (Höfener Straße 91) die Fabrik der „arisierten“, zuvor jüdischen Firma J.W.Spear; Gebäude heute (2010) noch vorhanden.

Am 9. März 1933 verkündete der Nürnberger NS-Funktionär Karl Holz vom Balkon des Fürther Rathauses vor ca. 10.000 Zuhörern: „Auch hier in Fürth, der Stadt, die einst rot und total verjudet war, wird wieder eine saubere ehrliche deutsche Stadt gemacht“.
Verwirklicht wurde diese Ankündigung am 1. April 1933 durch den Judenboykott, gefolgt von kumulierendem Antisemitismus, Hetzkampagnen, Entrechtung und Enteignung, so dass Adrienne Thomas feststellte: „Es war nie Auswanderung, immer nur Flucht.“ Bis zum vollständigen Auswanderungsstopp im Jahr 1941 konnten etwa 1.400 Fürther Juden auswandern, darunter beispielsweise der „frühpensionierte“ Lehrer Louis Kissinger zusammen mit Familie und Sohn Heinz („Henry“) Alfred Kissinger. Viele Auswanderer flüchteten in später deutsch besetzte Gebiete und Städte wie Rotterdam oder Paris und wurden dann durch die SS von dort in Vernichtungslager deportiert.
Im Gau Franken bereicherten sich die Parteifunktionäre unter Julius Streicher schon vor einer reichsweit gesetzlich forcierten „Arisierung“ an jüdischem Eigentum, was ihnen mindestens 38 Millionen RM einbrachte und selbst für nationalsozialistische Verhältnisse so skandalös war, dass eine diesbezügliche Untersuchung unter Leitung von Göring zur Entmachtung von Streicher führte. Parallel zur Abwanderung und später zur Deportierung verlief die Aneignung jüdischen Vermögens durch die Behörden. Zudem kassierte die Staatskasse durch die Vertreibungspolitik von den emigrierten Juden ca. 900 Millionen RM an Reichsfluchtsteuer und diversen weiteren Gebühren.

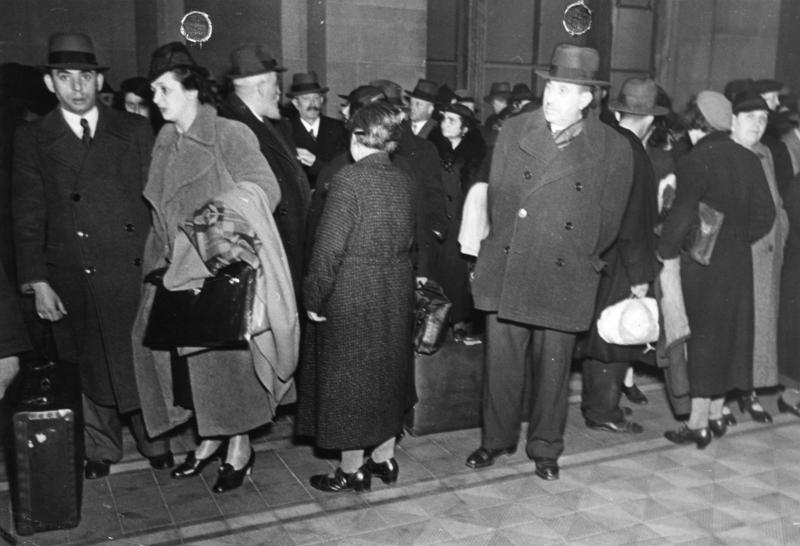
Im Nürnberger Hauptbahnhof warten am 28. Oktober 1938 polnische Juden aus Nürnberg und Fürth.

Am 28. Oktober 1938 wurden im Rahmen der sogenannten Polenaktion 54 polnische Juden aus Fürth ausgewiesen bzw. deportiert:

„Zwei… Gestapo-Männer gingen hinter uns her – zum Fürther Polizeipräsidium… Im Polizeipräsidium wurden wir aufgefordert, unsere Manteltaschen zu leeren. Allen Inhalt auf den Tisch zu legen und die Gürtel aus den Schlaufen zu ziehen. Dann führte man uns eine Treppe tiefer in den Keller… Die Tür ging immer wieder auf, und es kamen noch mehr Frauen und Kinder dazu… Wir sahen mehrere große Laster vor dem Gebäude stehen. Darauf waren in Sechserreihen Bretter zum Sitzen genagelt. Wir Frauen mussten uns auf zwei Laster verteilen… In jedes Auto setzten sich zwei bis an die Zähne bewaffnete Gestapo-Männer. Es sah aus, als ob man Schwerverbrecher abtransportieren wollte… Am Nürnberger Hauptbahnhof war die Fahrt zu Ende… Wir wurden in die Bahnhofshalle getrieben. Die Nürnberger Juden hatte man schon vorher abgeholt… Sie wussten auch nur, dass man alle Juden, die einen polnischen Reisepass hatten, zusammengetrieben hatte. Am letzten Bahnsteig stand ein Sonderzug, zu dem man uns führte… Der Zug rollte aus der Halle in Richtung Norden. Am Abend kamen wir in Leipzig an. Auf dem Bahnhof gab es einen großen Tumult… Man hörte immer wieder „Schalom, Schalom“ Rufe. Die ganze jüdische Gemeinde von Leipzig war an den Zug gekommen. Wir waren schon der siebte Transport, der durch Leipzig ging… Nach 20 Minuten Aufenthalt ging die Fahrt weiter, nunmehr ohne Halt bis an die polnische Grenze. In Bentschen, einem Grenzort an der Bahnstrecke Berlin-Warschau-Moskau, hielt der Zug. Es war Nacht… Was sollten wir an einer polnischen Grenze, ganz alleine, ohne Geld, ohne Gepäck! … Ganz langsam stiegen wir aus. Wir befanden uns tatsächlich auf dem unbeleuchteten Bahnhof von Bentschen, ganz uns selbst überlassen.“

Die Polenaktion gab indirekt den Anlass für das Attentat von Herschel Grynszpan auf Ernst Eduard vom Rath, das wiederum dem nationalsozialistischen Regime als Vorwand für die antijüdischen Novemberpogrome 1938 diente.

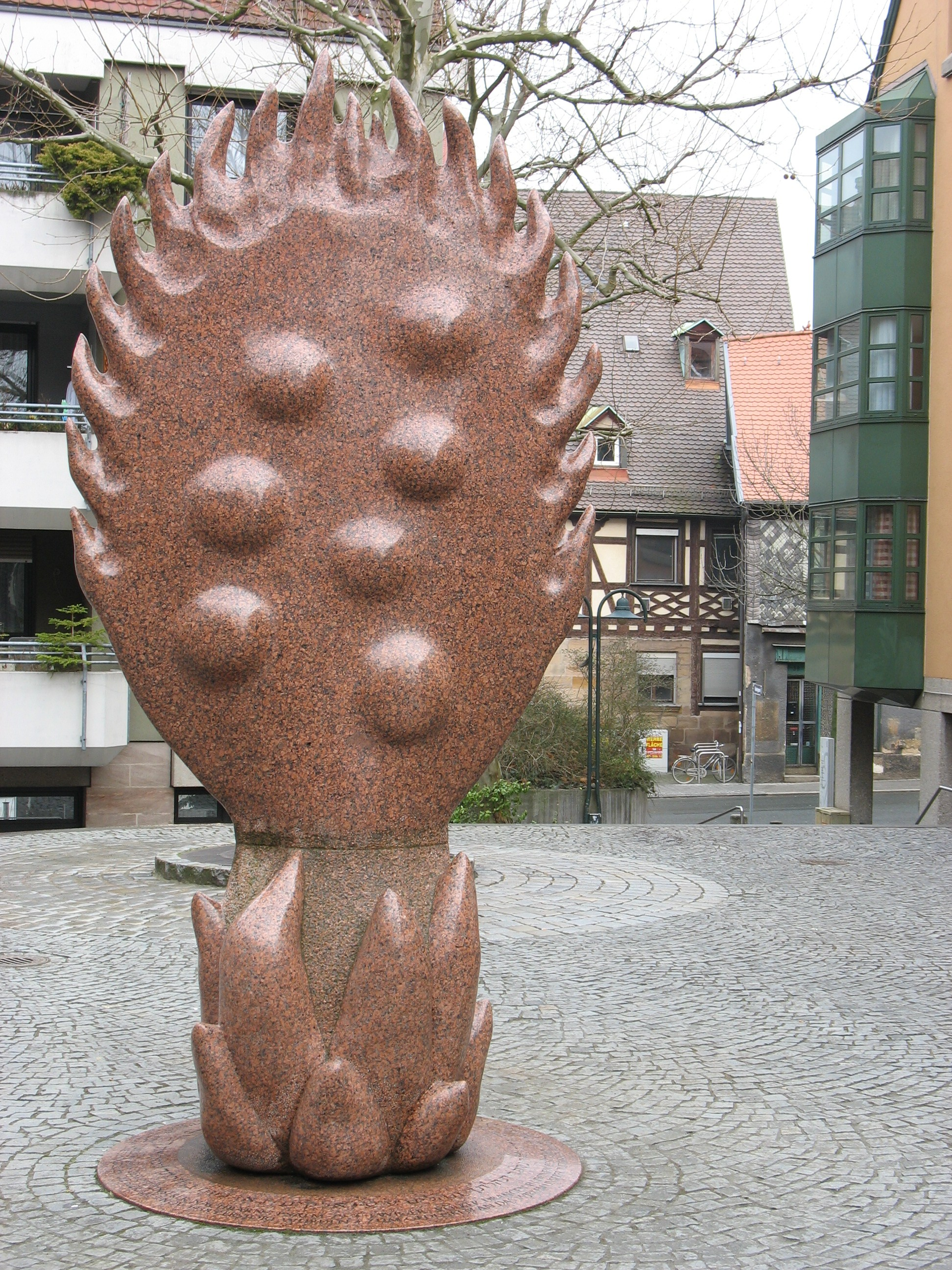
Denkmal (1986 von Kunihiko Kato) im Bereich der ehemaligen Synagoge. Im Fuß ist auf Deutsch und Hebräisch eine Textstelle aus Psalm 79 eingemeißelt: „Es kamen Fremde in deinen Besitz, sie verunreinigten deinen Tempel, sie legten Jerusalem in Trümmer“.

Zum Zeitpunkt des Novemberpogroms 1938 lebten noch 1.200 Juden in Fürth. Im Verlauf des Pogroms wurde die Hauptsynagoge in Brand gesetzt, zahlreiche Juden misshandelt und 132 ins KZ Dachau deportiert und teilweise erst nach Monaten unter Auflagen freigelassen. Die Stadtchronik Fürth berichtet im handschriftlichen Eintrag vom 10. November 1938:
„Vergangene Nacht sind fast sämtliche hiesige Juden durch SA-Leute aus ihren Betten geholt und am Schlageterplatz aufgestellt worden. Um ½ 2 auch die 42 jüdischen Kinder vom jüdischen Waisenhaus in der Julienstraße. Gegen 6 Uhr früh kamen sie in den Saal des Volksbildungsheimes. Um 9 Uhr früh dürfen die Frauen, Mädchen und Kinder nach Hause gehen. Auch ihre Männer sind freigelassen worden. Etwa 132 davon wurden abends in den Autobussen fortgeschafft“.
Zum 1. Dezember 1938 heißt es in der Fürther Stadtchronik: „Viele, fast alle Judenhäuser gehen in christlichen Besitz über.“ Dies wurde durch die Verordnung über den Einsatz des jüdischen Vermögens vom 3. Dezember 1938 weiter forciert. Zu den besonderen Nutznießern zählte unter anderem der „Quelle“-Versandhausbesitzer Gustav Schickedanz, 75 Prozent seines Gesamtbesitzes stammte einer Klageschrift von 1949 zufolge aus ursprünglich jüdischem Besitz.
Seit dem Novemberpogrom nahm die Flucht von Juden ins Ausland deutlich zu. In der Stadtchronik vom 16. Mai 1939 heißt es hierzu: „Viele Judenfamilien von hier und allerorts verlassen Deutschland und machen sich in England, Holland, Frankreich, Amerika u. s. w. ansässig“.
Entsprechend dem Gesetz über Mietverhältnisse mit Juden vom 30. April 1939 mussten Juden ihre Wohnungen in „arischen Häusern“ räumen. Die Israelitische Kultusgemeinde mietete daraufhin Wohnungen in den noch in jüdischen Besitz befindlichen Häusern an, die ab August 1939 als Judenhäuser für zunächst 117 Juden aus geräumten Häusern dienten. Mit Kriegsbeginn wurden die Räumungen forciert, die jüdischen Fürther mussten zunehmend in engsten Verhältnissen in sogenannten „Judenhäusern“ wohnen. Noch vor Kriegsbeginn wurden ca. 50 polnische Juden ausgewiesen.
Im September 1939 und Oktober 1939 ergingen Anordnungen, denen zufolge Juden ihre Wohnungen zwischen 20 und 6 Uhr nicht verlassen und nur zwischen 15 und 17 Uhr Lebensmittel einkaufen durften, im Januar 1940 entzog man jüdischen Mitbürgern die Zuteilungskarten für Bekleidung, Schuhe und Spinngarn.
Im September 1941 erging das Reichsgesetz, demzufolge fast alle Juden über sechs Jahren in der Öffentlichkeit einen „Judenstern“ aus gelben Stoff tragen mussten, ab 19. September 1941 hatten die noch verbliebenen ca. 650 Juden in Fürth in der Regel den Judenstern zu tragen, die wenigen Ausnahmen betrafen „privilegierte Mischehen“.

## Deportationen

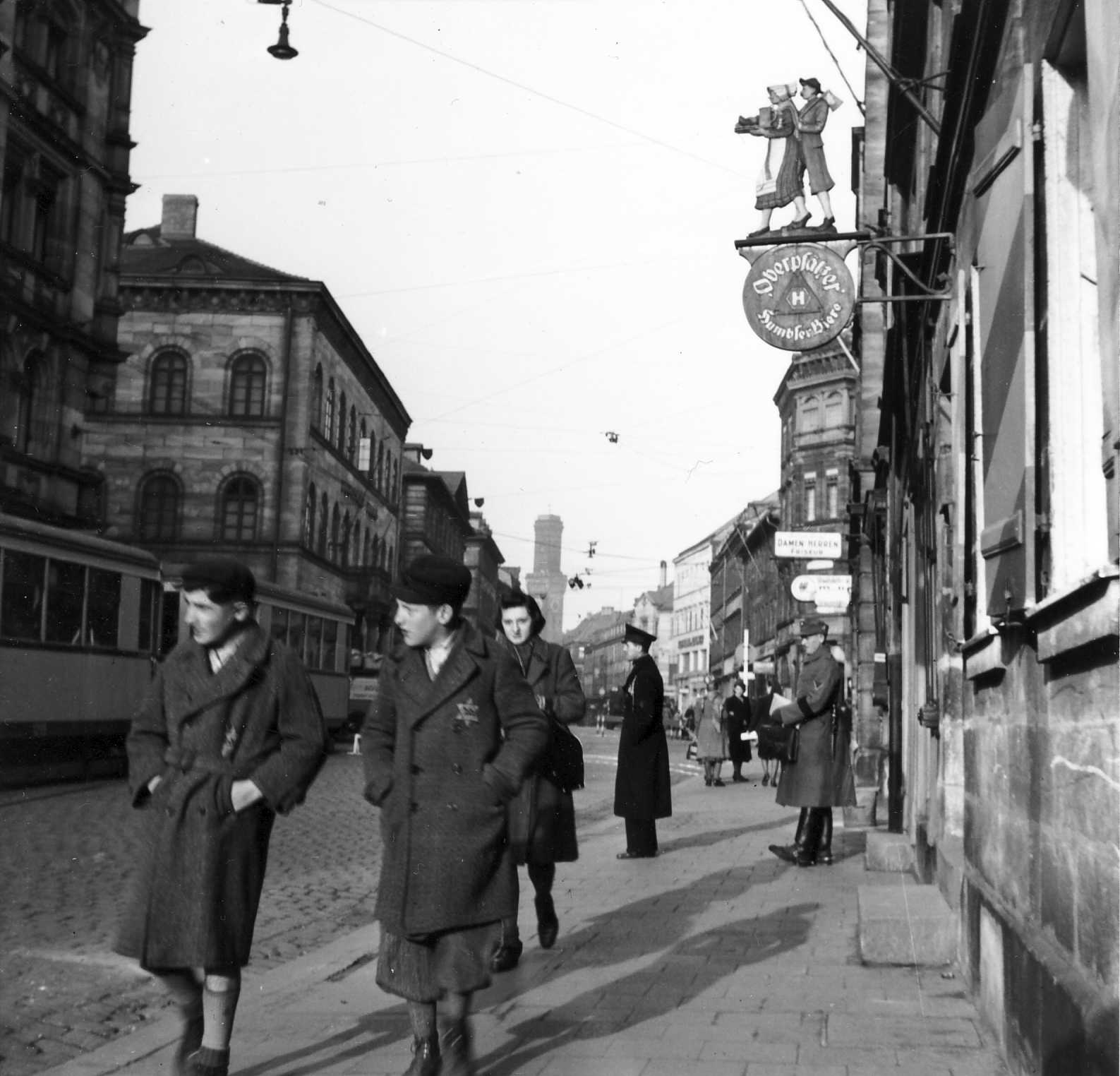
Zwei Jugendliche mit Judenstern in Fürth, Schwabacher Straße, Ende 1941 oder Anfang 1942. Es handelt sich vermutlich um ein Geschwisterpaar aus dem Jüdischen Waisenhaus.

Nachdem bis Spätsommer 1941 Juden „ausgewiesen“ oder bei politischer Tätigkeit in das KZ Dachau deportiert wurden, begann Mitte Oktober 1941 die Deportation von Juden aus Deutschland. Mit der Verschleppung ging in den meisten Fällen der Verlust der deutschen Staatsbürgerschaft einher, das Vermögen wurde zugunsten des deutschen Reiches eingezogen. Reichsinnenminister Wilhelm Frick verfügte hierzu am 25. November 1941: „Das verfallene Vermögen soll zur Förderung aller mit der Lösung der Judenfrage im Zusammenhang stehenden Zwecke dienen“. Nachdem Eigentum der jüdischen Bevölkerung – vor allem Immobilien und Betriebsvermögen – schon vor den groß angelegten Deportationen „arisiert“ wurde, begann nun die Aneignung des verbliebenen Restbesitzes. In Fürth machten Anfang November Gerüchte über eine Strafaktion gegen Juden wegen angeblicher Spionage für die Alliierten die Runde, so heißt es in der Stadtchronik vom 2. November 1941: „Von den in Franken noch vorhandenen Juden soll Verrat wegen der zurzeit von Fürth abwesenden Flak verübt worden sein… Zur Strafe sollen alle Juden unter 60 Jahren nach Russland verbracht werden“.

### Deportation vom 27. November 1941
Im November 1941 wurde der jüdischen Gemeinde Fürth mitgeteilt, eine Anzahl von Mitgliedern werde „evakuiert zur Umsiedlung in den Osten“. Die Deportierten wurden genötigt, eine „Spende“ von 25 Prozent ihres Vermögens auf ein Sonderkonto „W“ in der Bayerischen Staatsbank zugunsten der Reichsvereinigung der Juden in Deutschland einzuzahlen. Bis zum 31. März 1943 gingen auf das Sonderkonto 147.606 Reichsmark ein, von denen die Kosten der „Abwanderung“ (18.836 Reichsmark) abgezogen wurden; der Rest verblieb auf dem Sonderkonto „W“ und wurde später vom Reichssicherheitshauptamt vereinnahmt. Das persönliche Gepäck war auf 50 kg beschränkt. Das städtische Lebensmittelamt gewährte zusätzliche Rationen für eine einwöchige Reise, die Ausgewählten sollten „Ghetto-Sammelgut“ mitnehmen, etwa große Kochkessel, Matratzen, Öfen, Nähmaschinen, alle Arten von Werkzeug, Glasscheiben, Kitt, Verbandszeug und Medikamente ebenso wie medizinische Instrumente aus dem jüdischen Krankenhaus in Fürth. Unter den zur Deportation vorgesehenen Personen befanden sich auch zehn Beschäftigte des Jüdischen Krankenhauses, so dass man von einer medizinischen Versorgung im Zielgebiet ausging und vermutete, dass die Deportierten dort für die Kriegführung oder für die Landwirtschaft arbeiten sollten.
Am 27. November 1941 holte die Gestapo 94 Männer, Frauen und Kinder im Rahmen der „Organisationsanweisung zur Durchführung der Juden-Evakuierung am 29. November 1941“ (datiert 11. November 1941) ab und brachten sie in ein Barackenlager in Langwasser bei Nürnberg (nahe dem Reichsparteitagsgelände). Dort stießen sie zu etwa 500 Menschen aus Nürnberg und anderen fränkischen Städten. Am 29. November wurden etwa 1.000 Juden am Bahnhof Märzfeld in einen Zug mit dem Bestimmungsort Riga verladen. Die zurückgelassene persönliche Habe wurde aus den Wohnungen heraus an Interessenten verkauft, sofern sie nicht für die Stadtverwaltung von Interesse war, die Wohnungen und Häuser gingen i. d. R. in den Besitz des Staates über, federführend war das Finanzamt unter Beteiligung der Fürther Stadtverwaltung.
Das Ghetto in Riga war jedoch überfüllt, die dortige „Räumungsaktion“ in Form einer Massenexekution 27.500 lettischer Juden war noch nicht abgeschlossen. Deutsche Polizisten, SS-Männer und lettische Hilfspolizisten ermordeten deswegen 1053 Berliner Juden des ersten aus Deutschland eingetroffenen Bahntransportes aus Berlin am frühen Morgen des 30. November 1941. Der kurzzeitig später eintreffende Transport aus Nürnberg und folgenden Transporte aus dem Altreich kamen dagegen in das Lager Jungfernhof. Am 26. März 1942 ließ die Sicherheitspolizei im Rahmen der Aktion Dünamünde 1.800 Insassen des KZ Jungfernhof und weitere 500 Anfang 1942 ermorden. Die Übriggebliebenen kamen nach und nach ins Ghetto Riga, das wiederum ab Sommer 1943 schrittweise „aufgelöst“ wurde.

### Deportation vom 22. März 1942
Die Deportation vom 22. März 1942 ist vor allem durch das Schicksal des jüdischen Waisenhauses in der kollektiven Erinnerung Fürths (und damit in der „Oral History“) besonders präsent.
Vorausgegangen war am 17. März 1942 der Beginn der „Aktion Reinhardt“ und die volle Inbetriebnahme des Vernichtungslagers Bełżec.
Schon am 20. März war in Fürth allgemein bekannt, dass am 22. März 1942 ein weiterer Abtransport erfolgen sollte, 231 Fürther mussten sich bereitmachen, darunter der Leiter des Waisenhauses Dr. Isaak Hallemann mit allen Waisenkindern sowie Rabbi Dr. Siegfried Behrens.
Das tatsächliche Schicksal der Abtransportierten war zu diesem Zeitpunkt allgemein zumindest als Gerücht bekannt, so ein Tagebucheintrag eines Fürther Handwerkers vom 21. März 1942: „Morgen früh kommt der Rest der noch in Fürth weilenden Juden zum Abtransport… Bestimmt auftretenden Gerüchte, an deren Wahrheit kaum mehr gezweifelt werden kann, berichten, dass tausende von jüdischen Männern, Frauen und Kindern in Polen ermordet wurden und werden. Die Vollstrecker dieser Unmenschlichkeiten soll die SS sein. Weh denen, die deutsche Soldaten zu Henkerknechten erniedrigen!“
Die „Verwertung“ des zurückgelassenen Vermögens übernahm zum Teil das Finanzamt (Immobilien), zum Teil die Stadtverwaltung Fürth (bewegliche Güter): „Für das Jahr 1942 verbuchte die Stadtkasse Fürth Einnahmen in Höhe von 87.201,60 RM aus der Verwertung des persönlichen Besitzes ihrer in die Vernichtung geschickten jüdischen Bürger“.
Die Fürther Stadtchronik berichtet im Eintrag vom 22. März 1942: „Heute früh ¾ 9 Uhr fuhr ein mit Juden vollgefülltes Auto im Polizeigebäude in der Nürnberger Straße ab, gen Nürnberg zu. Einige Zeit darauf fuhren noch 4 Auto mit Juden ab“. Der Fürther Gruppe aus 231 Personen wurden ca. 420 Juden aus Nürnberg und ca. 300 aus Bamberg und Würzburg angeschlossen, der Transport verließ Nürnberg-Langwasser am 24. März 1942 und erreichte ca. drei Tage später Izbica.
Der Zug Da 36 war ursprünglich für das Ziel Trawniki vorgesehen und blieb der einzige Transport aus Nürnberg in den Distrikt Lublin.
Izbica war ein isolierter, leicht zu überwachender Ort mit einem Bahnhof, der ihn mit Bełżec (ca. 55 km entfernt) und Sobibor (ca. 87 km entfernt) verband, und deswegen als Haupt-Transitlager ausgesucht worden. Vom Konzentrationslager Ghetto Izbica (auch Transit-Ghetto, Durchgangsghetto genannt) waren am 24. März 1942 etwa 2.000 Menschen in das kurz vorher in Betrieb genommene Vernichtungslager Bełżec verlegt worden, um „Platz für Neuankömmlinge zu schaffen“. Am 25. März traf ein Transport aus Aachen, Koblenz und Kassel ein, vermutlich am 27. März der Zug aus Nürnberg, beide mit jeweils ca. 1.000 Juden als Gefangenen. Die Ankunft ist durch einen Brief vom „Judenrat Izbica“ an die Jüdische Gemeinde Würzburg bestätigt; darin wird um Geld, Kleidung und Nahrungsmittel gebeten. Das Schreiben wurde von der Gestapo Würzburg abgefangen. Postkarten waren aus Izbica noch möglich, es waren aber nur wenige allgemeine Worte erlaubt.
Am 2. November 1942 erschossen SS-Männer im Ghetto Izbica etwa 2.000 Juden. Der Ort war zunehmend von Überbevölkerung, Krankheiten und Unterernährung geprägt, es kam zu einer Typhusepidemie. Überlebende aus dem Vernichtungslager Bełżec sind nicht bekannt. Im Lager Sobibor gab es 47 Überlebende nach dem dortigen Aufstand von Sobibór vom 14. Oktober 1943. Bis zum Herbst 1943 wurden die letzten Juden aus Izbica in Sobibor ermordet.

### Deportationen vom 10. September 1942 und später
Im Spätsommer 1942 kündigten die Behörden einen weiteren „Abwanderungstransport“ an, schon am 31. August 1942 mussten die Wohnungen freigemacht werden, um Fliegergeschädigte unterzubringen. 176 vor allem ältere Menschen mussten mit ihrem „Abwanderungsgepäck“ sofort die Wohnungen räumen und sich mit Matratzen im Altersheim Julienstraße (bis März 1942 Waisenhaus) einfinden. Am 10. September wurden die Fürther Juden vermutlich mit dem Bus von der Julienstraße zur Fäkalienverladestelle am Rande des Nürnberger Viehhofes in der Finkenstraße gebracht, wo sie zusammen mit 550 Juden aus Nürnberg, 128 Juden aus Bamberg und 142 Juden aus Würzburg in Güterwagen einstiegen und der Transport am frühen Abend nach Theresienstadt abging. „Zweifellos handelte es sich bei der Fäkalienverladestelle in Nürnberg als Abgangsort für den Transport am 10. September 1942 nach Theresienstadt um eine für die zur Deportation ´konzentrierten´ Juden ähnlich entwürdigenden Platz wie bei dem Schlachthof in Düsseldorf-Derendorf, der Viehverladestelle in Wiesbaden oder der Großmarkthallte von Frankfurt am Main“. Vom 16. bis 18. Juni 1943 wurden wiederum 43 Personen nach Theresienstadt (weitere 4 Personen am 17. Januar 1944), Auschwitz und nicht genauer genannten Orten im Osten abtransportiert. Von Theresienstadt führten regelmäßige Transporte in verschiedene Vernichtungslager, im September 1942 mehrfach nach Treblinka, seit Oktober 1942 vor allem nach Auschwitz.
Nach heutigem Erkenntnisstand wurden 630 Menschen von Fürth deportiert, davon kamen 13 zurück.
Das Schicksal der ca. 90 in Fürth verbliebenen Juden ist nur teilweise bekannt, etwa 50 überlebten zumeist in sogenannten „Mischehen“ oder weil sie (vereinzelt) in einem kriegswichtigen Betrieb arbeiteten, deren Arbeitgeber die jüdischen Mitarbeiter deckte.
1.068 Fürther jüdischer Herkunft fielen nach derzeitigem Wissensstand der Shoa zum Opfer.

## Exemplarische Einzelschicksale

### Rudolf Benario und Ernst Goldmann

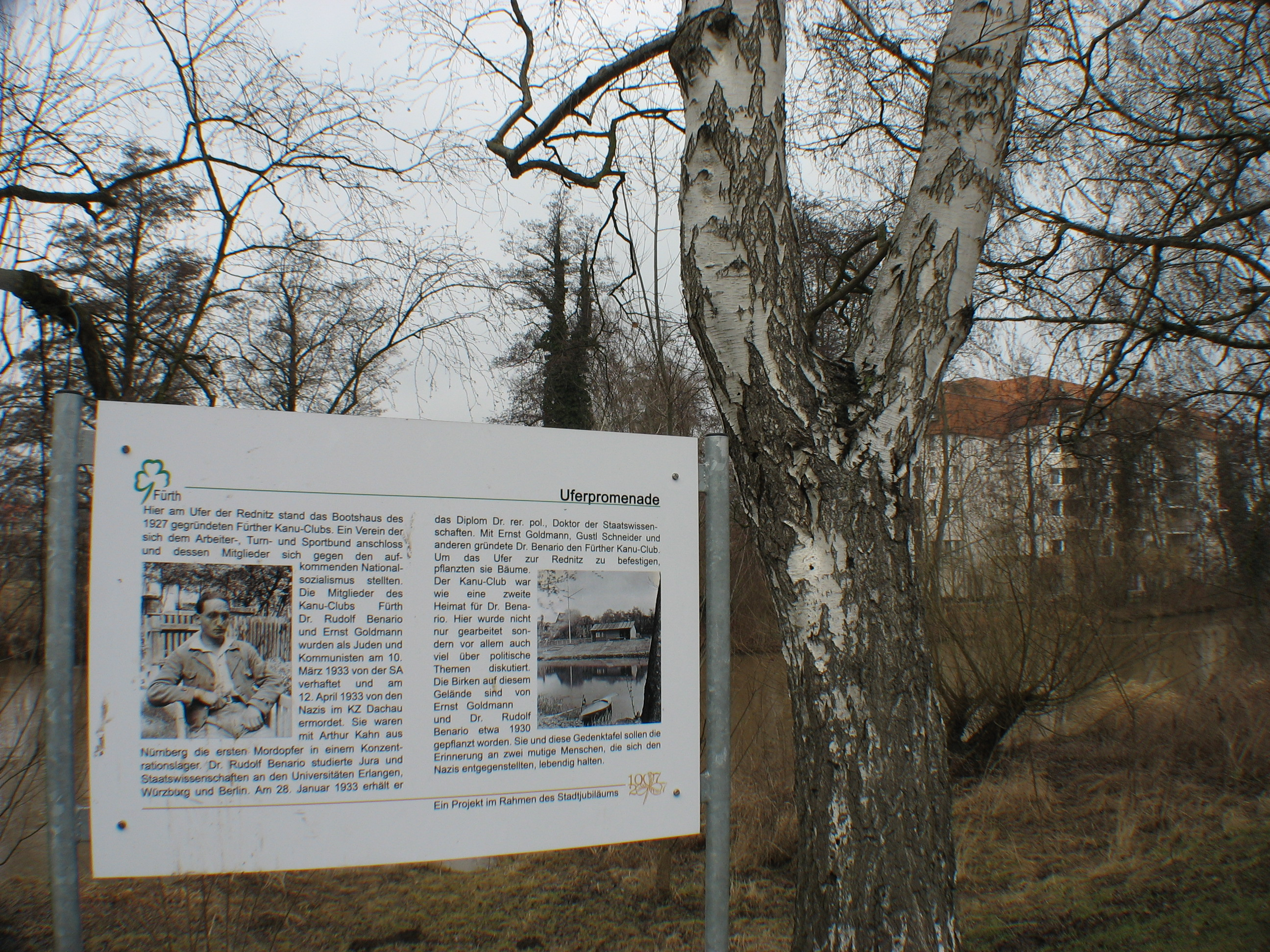
Gedenktafel für Rudolf Benario in Fürth. Die Birke rechts wurde von Benario gepflanzt.

Zwei Fürther Bürger jüdischer Herkunft waren im April 1933 die ersten Todesopfer im KZ Dachau und damit die ersten jüdischen Opfer in Konzentrationslagern überhaupt: Dr. Rudolf Benario (1908–1933) und Ernst Goldmann (* 1908), beide der KPD nahestehend.
Während seines Studiums in Berlin, Würzburg und Erlangen engagierte sich Benario politisch im Republikanischen Studentenbund und in der KPD. Benario trat aktiv für die Interessen seiner Partei an die Öffentlichkeit.
Über die Verhaftung von Benario berichtete der Fürther Anzeiger in seiner Ausgabe vom 10. März 1933: Der „… sattsam bekannte kommunistische Winsler und Jude Benario [wurde] in Schutzhaft genommen“. Die Deportation nach Dachau erfolgte am 11. April 1933.
Am 12. April 1933 ließ der Kompanieführer im KZ Dachau Benario, Ernst Goldmann und Arthur Kahn aus Nürnberg zunächst zum Unratschaufeln antreten und ging daraufhin mit ihnen zum Schießplatz, kurz darauf wurden sie „auf der Flucht erschossen“.

### Isaak Hallemann und das jüdische Waisenhaus

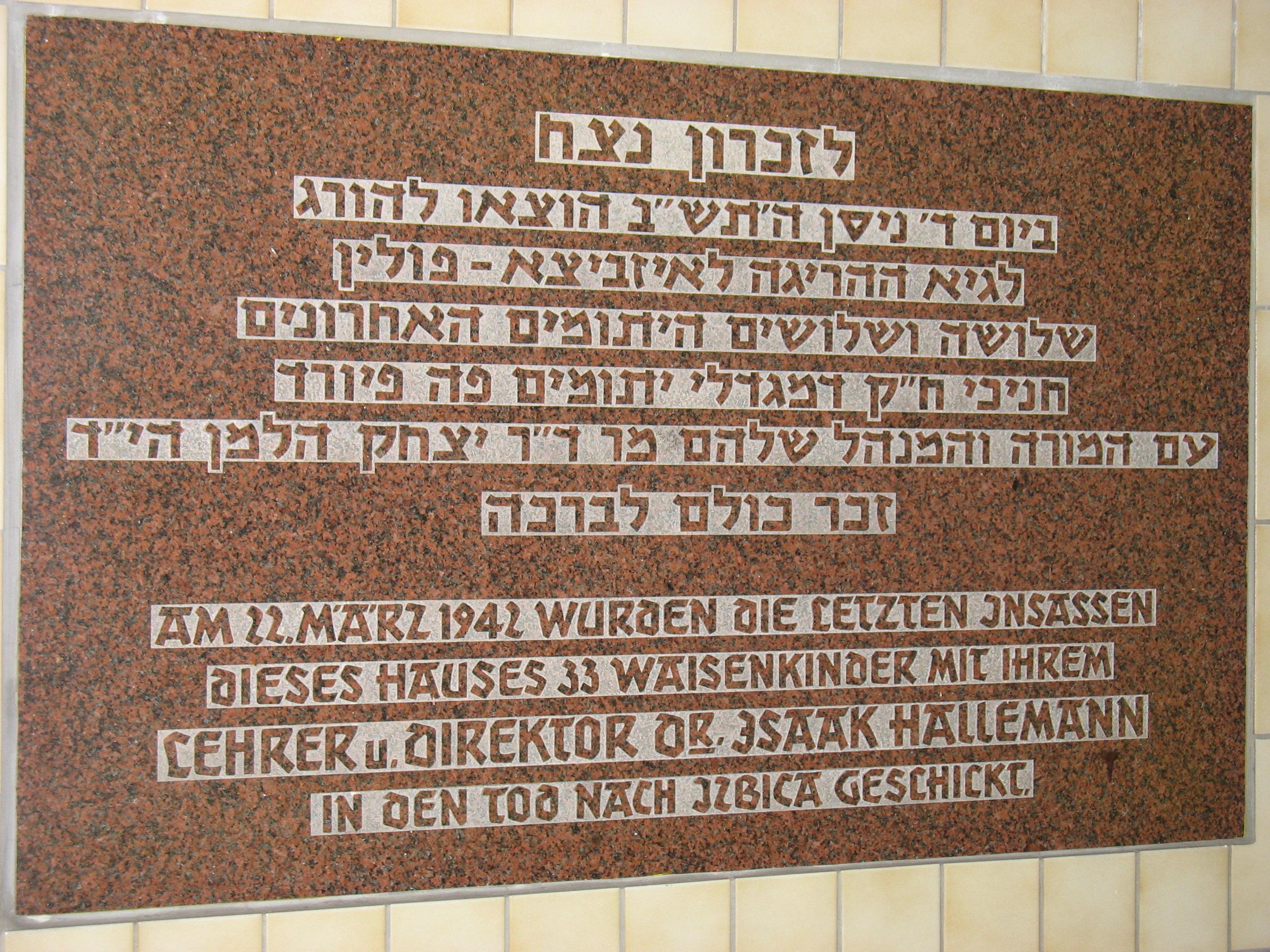
Gedenktafel (1963) am ehemaligen jüdischen Waisenhaus.

Das jüdische Waisenhaus geht auf eine Stiftung aus dem Jahre 1763 zurück, es befand sich in der Julienstraße (heute: Hallemann Straße 2/2a). Der letzte Leiter des Jüdischen Waisenhauses Dr. Isaak Hallemann (* 1896) machte 1936 den Vorschlag, die Kinder mit Hilfe des Stiftungsvermögens nach Israel zu bringen. Dies wurde abgelehnt, da die Stiftungsstatuten eine Verwendung der Gelder ausschließlich in Fürth vorsahen. Hallemann und seine Frau Klara (* 1896) mit zwei von vier eigenen (* 1933 u. 1927) Kindern und allen noch verbliebenen 33 Waisenkindern (Gedenktafel in der Hallemannstraße) wurden am 22. März 1942 nach Izbica deportiert. Das Ehepaar hatte 1929 die Leitung der „Israelitischen Waisenanstalt“ übernommen, ihnen waren wiederholt Ausreisemöglichkeiten geboten worden, die sie jedoch in Hinblick auf die Waisenkinder nicht annahmen.
Heute sind in Fürth eine Straße und eine Schule nach Isaak Hallemann benannt.

### Julius Dünkelsbühler und Berl Baumann
Julius Dünkelsbühler wurde im Alter von 92 Jahren nach Theresienstadt deportiert und starb dort drei Wochen nach der Ankunft.
Berl Baumann (* 1942) ist das letzte jüdische Kind, das vor der Auslöschung der Kultusgemeinde in den Fürther Geburtsregistern eingetragen wurde, seine Deportierung nach Theresienstadt erfolgte im Alter von 5 Monaten. Die Eltern hatten am 30. März 1940 die Auswanderung in die USA beantragt, die jedoch im September 1940 abschlägig beschieden wurde. Eltern und Kind starben in Auschwitz, das genaue Datum ist nicht bekannt.

### Justus Bendit
Justus Bendit wurde im Alter von 76 Jahren nach Theresienstadt deportiert und starb dort am 14. Februar 1944 angeblich an Blutvergiftung. Er war der Vater des bekannten, 1917 gefallenen Kriegshelden aus dem Ersten Weltkrieg Manfred Bendit, dem als 16-jährigen Kriegsfreiwilligen 1914 das Eiserne Kreuz verliehen wurde, damals der jüngste Träger dieser Auszeichnung in Fürth und eventuell im ganzen Deutschen Reich. Justus Bendit selbst war Fabrikbesitzer und Handelsrichter.

### Siegfried Behrens
Dr. Siegfried Behrens (* 1876) kam mit seiner Familie 1923 nach Fürth und war der letzte Bezirks-Rabbiner. Am 26. Mai 1941 wurde er des Amtes enthoben und am 22. März 1942 mit seiner Frau Ida (* 1888) und der Tochter Margot (* 1913) nach Izbica deportiert. Sie kamen dort oder in Belzec um und wurden 1956 amtlich für tot erklärt.

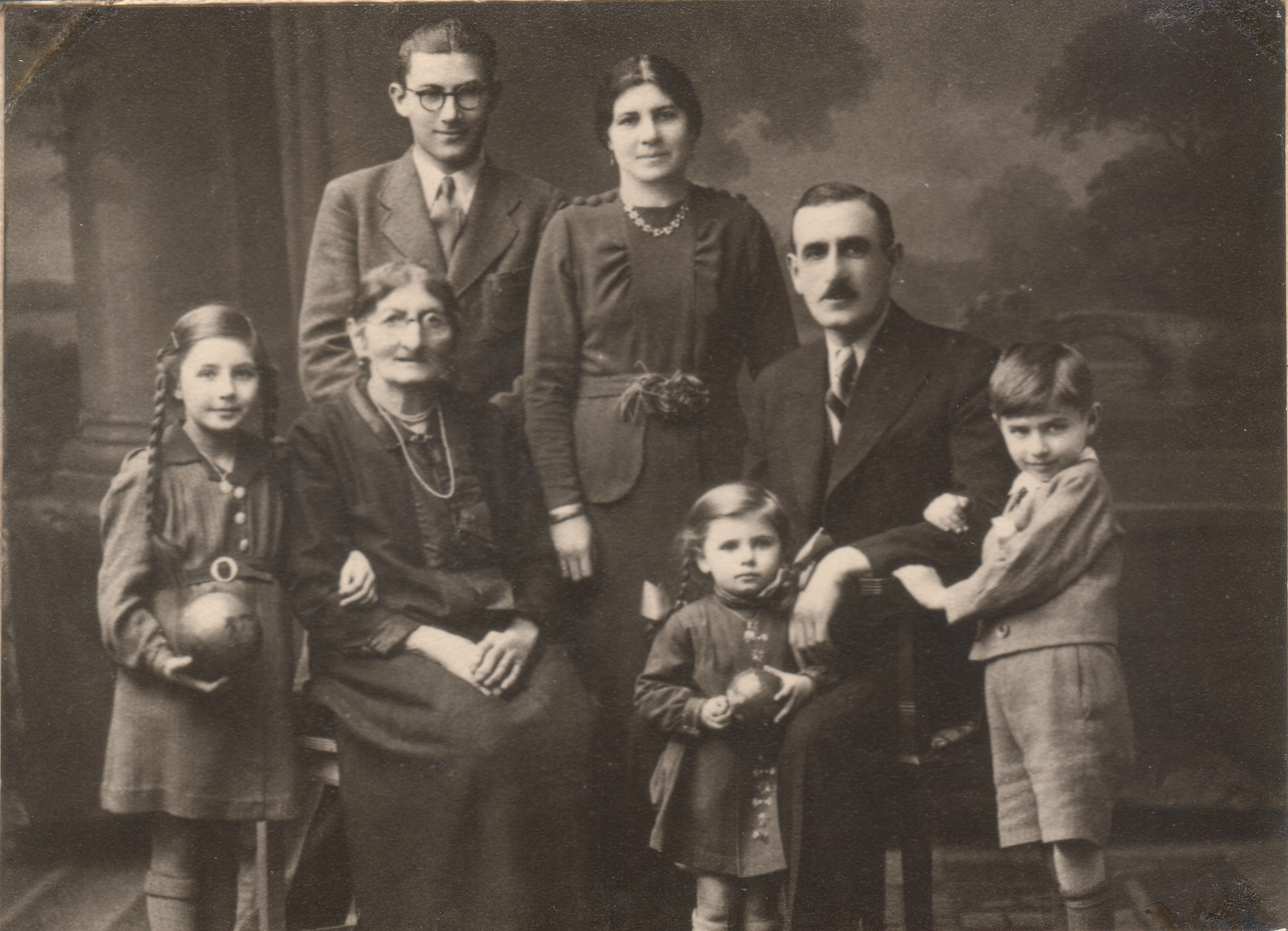
Die Familie Glaser aus Fürth im Jahre 1938: Oberste Reihe, von links nach rechts: Willie (* 1921), Adele (* 1895) – Zweite Reihe: Bertha (* 1930), Esther (* 1860), Ferdinand (* 1890) – Unterste Reihe: Frieda (* 1935), Leo (* 1932). Adele, Bertha, Leo und Frieda wurden am 22. März 1942 von Fürth nach Izbica deportiert. Ferdinand wurde am 7. Dezember 1943 von Paris nach Auschwitz deportiert. Esther Glaser starb am 6. April 1942 im Jüdischen Krankenhaus Fürth. Willie Glaser konnte kurz vor Kriegsbeginn nach England ausreisen, er kehrte 1944 mit der 1. Polnischen Panzerdivision zurück und lebt heute in Kanada.

### Familie Glaser
1892 ließ sich die Familie Glaser in Fürth nieder. Ferdinand Glaser wurde 1914 Soldat in der österreichischen Armee, da sein Vater in Galizien geboren war. Nach Kriegsende heiratete er noch 1918 in Fürth Adele Krieser (* 1895 in Auschwitz). Nach dem Krieg war Galizien ein Teil von Polen geworden, deswegen erhielt die Familie Glaser die polnische Staatsangehörigkeit. Bemühungen um die deutsche Staatsbürgerschaft schlugen fehl.
Ferdinand Glasers Bruder Benno ließ sich 1934 in Palästina im Kibbuz Givʿat Brenner nieder. Ferdinand Glaser wollte jedoch nach England oder Frankreich, wo er über Geschäftsbeziehungen verfügte. Ab 1937 half er gewerbsmäßig anderen Juden, ihr Mobiliar und persönliche Habe ins Ausland zu schaffen. 1938 konnte die älteste Tochter Lottie im Rahmen der „Kindertransporte“ (Refugee Children Movement) nach England einreisen. Anfang August verließ Ferdinand Glaser Fürth, um über die Schweiz nach Frankreich auszureisen.
Im August 1939 erhielt Willie (ursprünglich: Wilhelm) Glaser die Einreiseerlaubnis für England, zu Kriegsbeginn waren damit Willie und Lottie Glaser in Nordirland, Ferdinand Glaser in Paris. In Fürth befanden sich seine Ehefrau Adele mit drei Kindern und deren Großmutter Esther.

#### Adele Glaser
Adele Glaser erhielt kurz nach Kriegsbeginn die Anweisung, ihre große Wohnung in der Schwabacher Straße 22 zu verlassen und zusammen mit einem Ehepaar auf Anordnung des städtischen Wohnungsamtes eine Wohnung in einem „Judenhaus“ in der Hindenburgstraße 8 (heute: Rudolf-Breitscheid-Straße) zu beziehen.
Adele Glaser und die Kinder Bertha, Frieda und Leo wurden am 22. März 1942 deportiert, entweder sind sie schon in Izbica oder – nach einem Hinweis von Jan Karski – in Belzec gestorben (s. o.). Esther Glaser starb drei Wochen nach der Deportation der Schwiegertochter und dreier Enkel im Jüdischen Krankenhaus Fürth (Theaterstraße 36).

#### Ferdinand Glaser

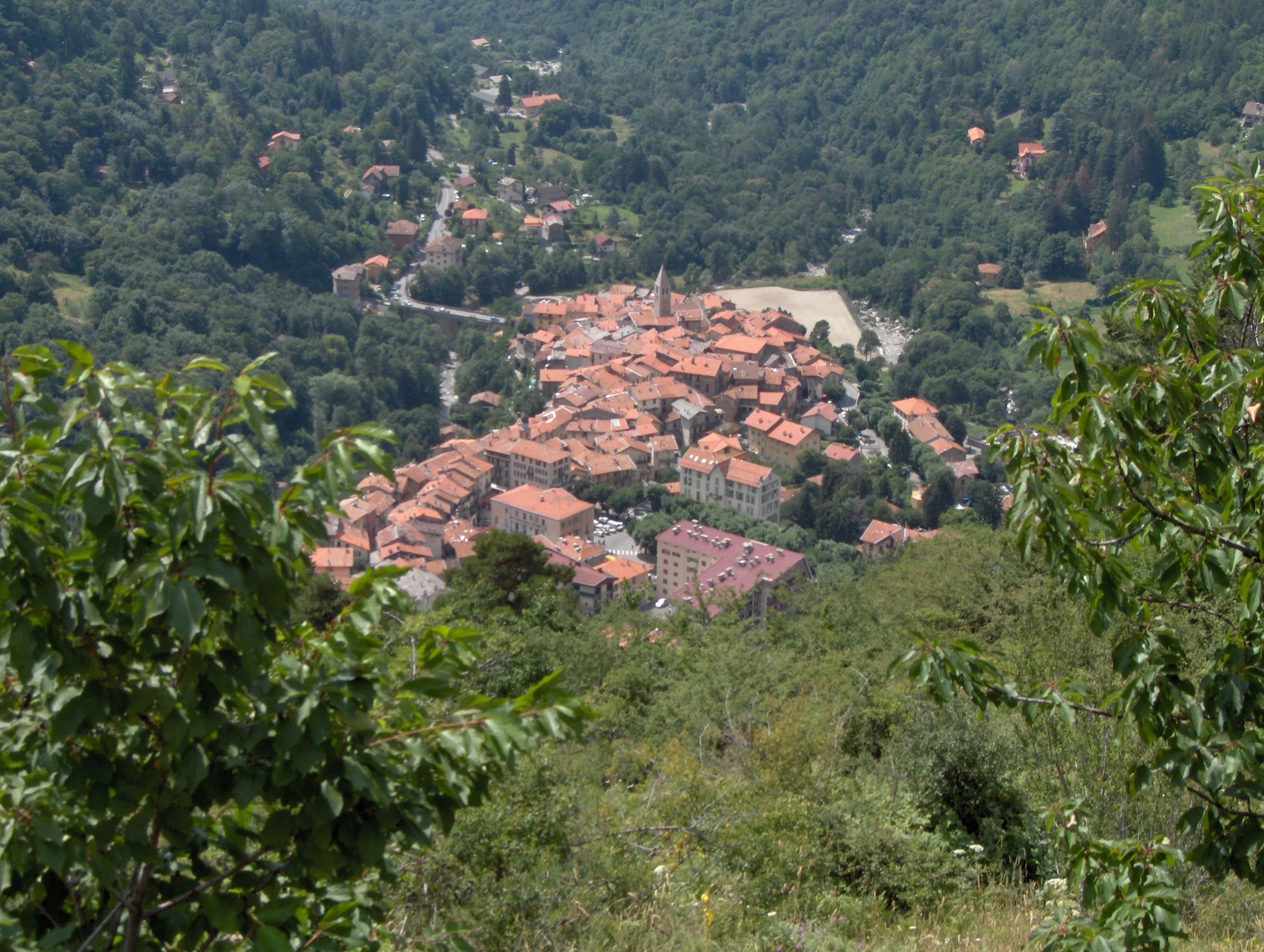
Fluchtpunkt für Juden aus Frankreich: das italienisch besetzte Saint-Martin-Vésubie

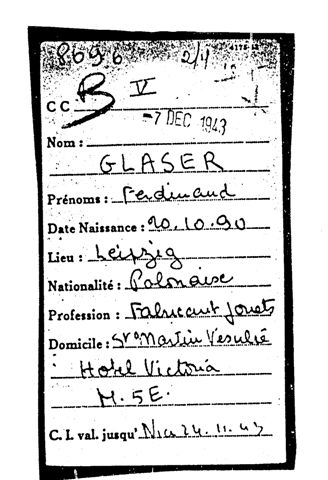
Registrierungsbogen im Durchgangslager Drancy.

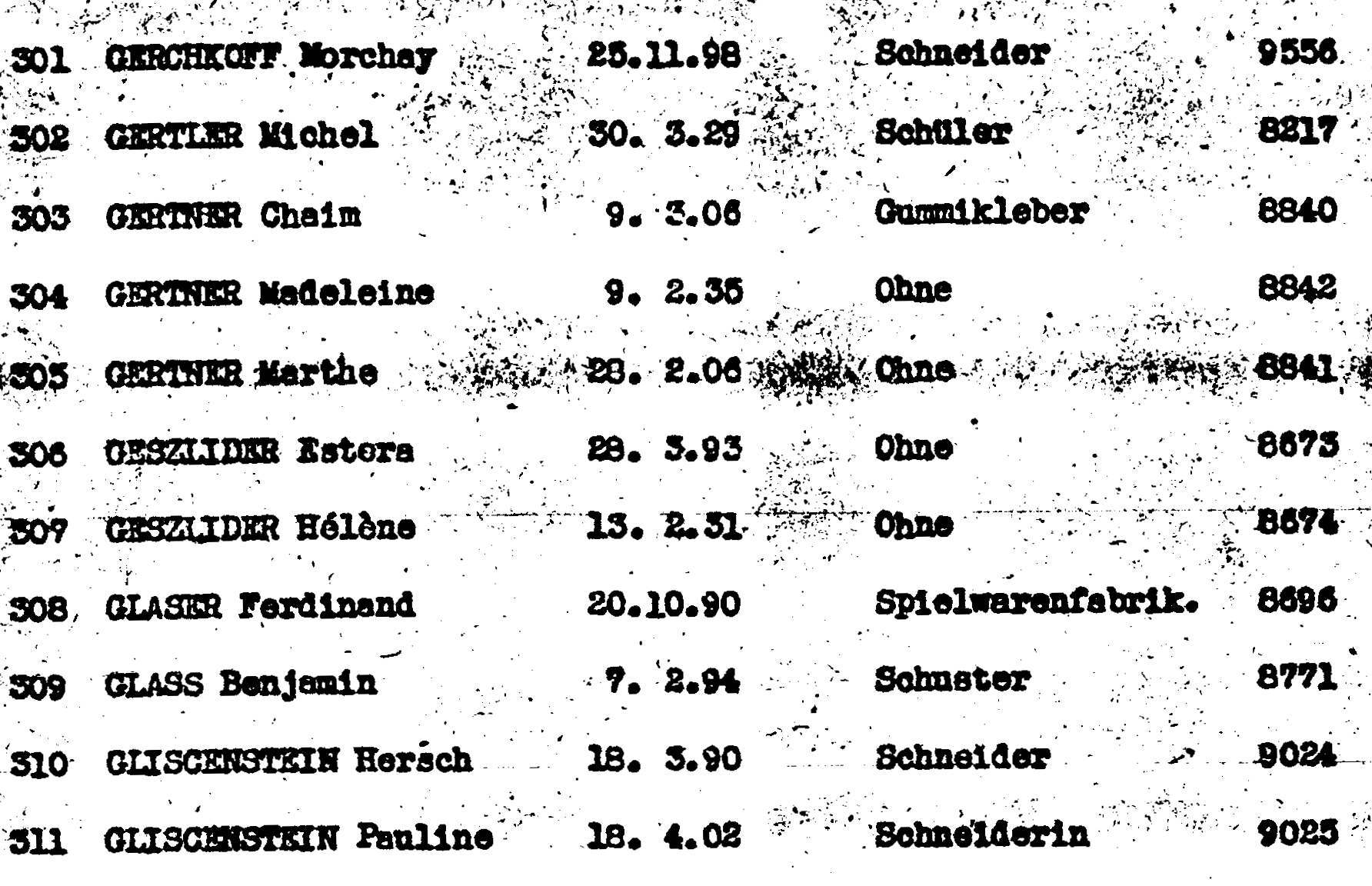
Deportationsliste Drancy-Auschwitz (Auszug), vierter von unten Ferdinand Glaser.

Der Waffenstillstand zwischen Frankreich und Deutschland vom 22. Juni 1940 beinhaltete die Teilung von Frankreich (Vichy-Regime), worauf der Militärbefehlshaber Otto von Stülpnagel Ende 1941 die Deportation „von Kommunisten, Juden und dem Täterkreis nahestehenden Personen“ forderte (vgl. Deportationen von Juden aus Frankreich).
Vom 29. Oktober 1940 bis 5. Dezember 1940 war Ferdinand Glaser im Internierungslager Gurs, später in anderen Lagern. Ferdinand Glaser floh und erreichte das von Italien besetzte französische Grenzgebiet, nach einer Mitteilung des Internationalen Suchdienstes des Roten Kreuzes war sein letzter Wohnort Saint-Martin-Vésubie (Département Alpes-Maritimes). Die italienischen Behörden beteiligten sich dort an der Verfolgung der Juden kaum und so wurde der italienisch besetzte Grenzbereich zum Zufluchtsort für Juden aus Frankreich, Schätzungen sprechen von über 50.000 Juden (davon ca. die Hälfte Nicht-Franzosen) in diesem Gebiet.
Nach der Kapitulation Italiens am 8. September 1943 rückten deutsche Truppen in die bisher italienisch besetzten Gebiete Frankreichs ein, die jüdischen Flüchtlinge verließen deswegen Saint-Martin-Vésubie. Glaser flüchtete über den Colle di Ciliegie nach Valdieri. In Valdieri war die SS-Panzergrenadier-Division Leibstandarte SS Adolf Hitler damit betraut, Juden zu fassen. Zahlreiche Flüchtlinge überlebten die Razzien, noch heute (bisher letztmals im Jahre 2003) gibt es Treffen der Überlebenden in Saint-Martin-Vésubie zum Gedenken an die Überquerung des Passes nach Valdieri. Ferdinand Glaser wurde jedoch festgenommen und mit einer Gruppe von anderen Gefangenen nach Borgo San Dalmazzo in das dortige Polizeihaftlager gebracht. Am 20. September 1943 wurden laut dem Kriegstagebuch des Generalkommandos des II. SS-Panzerkorps 216 Juden in Borgo San Dalmazzo festgesetzt und dem SD (Sicherheitsdienst des Reichsführers SS) überstellt. Insgesamt waren zu diesem Zeitpunkt in Borgo 350 Juden (148 Frauen, 202 Männer) festgesetzt.
Am 21. November 1943 kam die Gruppe per Bahn („Memoriale della Deportazione“ am Bahnhof Borgo San Dalmazzo mit den Namen der Deportierten einschl. Ferdinand Glaser) zum Gestapohauptquartier nach Nizza und von dort zum Transitlager Drancy bei Paris, wo Ferdinand Glaser am 24. November eintraf. Am 7. Dezember wurde er zusammen mit ca. tausend anderen Juden zum Bahnhof Bobigny gebracht.
Einige Tage später kam der Transport in Auschwitz an. Nach den Aufzeichnungen in Auschwitz wurden 334 Männern und Frauen Nummern eintätowiert. 657 Männer, Frauen und Kinder wurden sofort vergast. Aufgrund des Alters und der Berufsbezeichnung „Spielwarenfabrikant“ war Ferdinand Glaser vermutlich letzterer Gruppe zugeteilt.

#### Willie Glaser

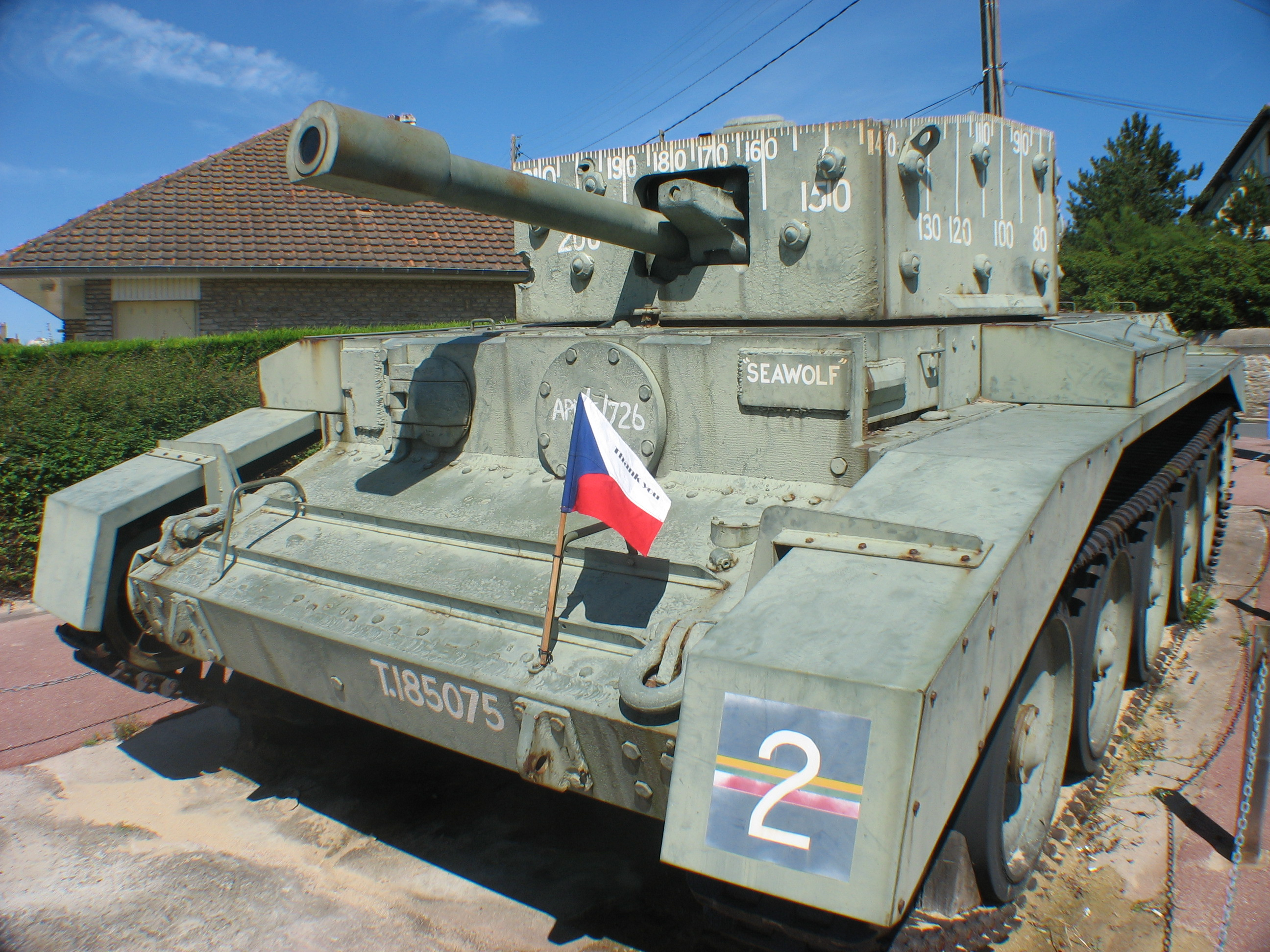
Panzerdenkmal in Hermanville-sur-Mer (Département Calvados). Mit einem ähnlichen Panzer landete Willie Glaser 1944 in der Normandie.

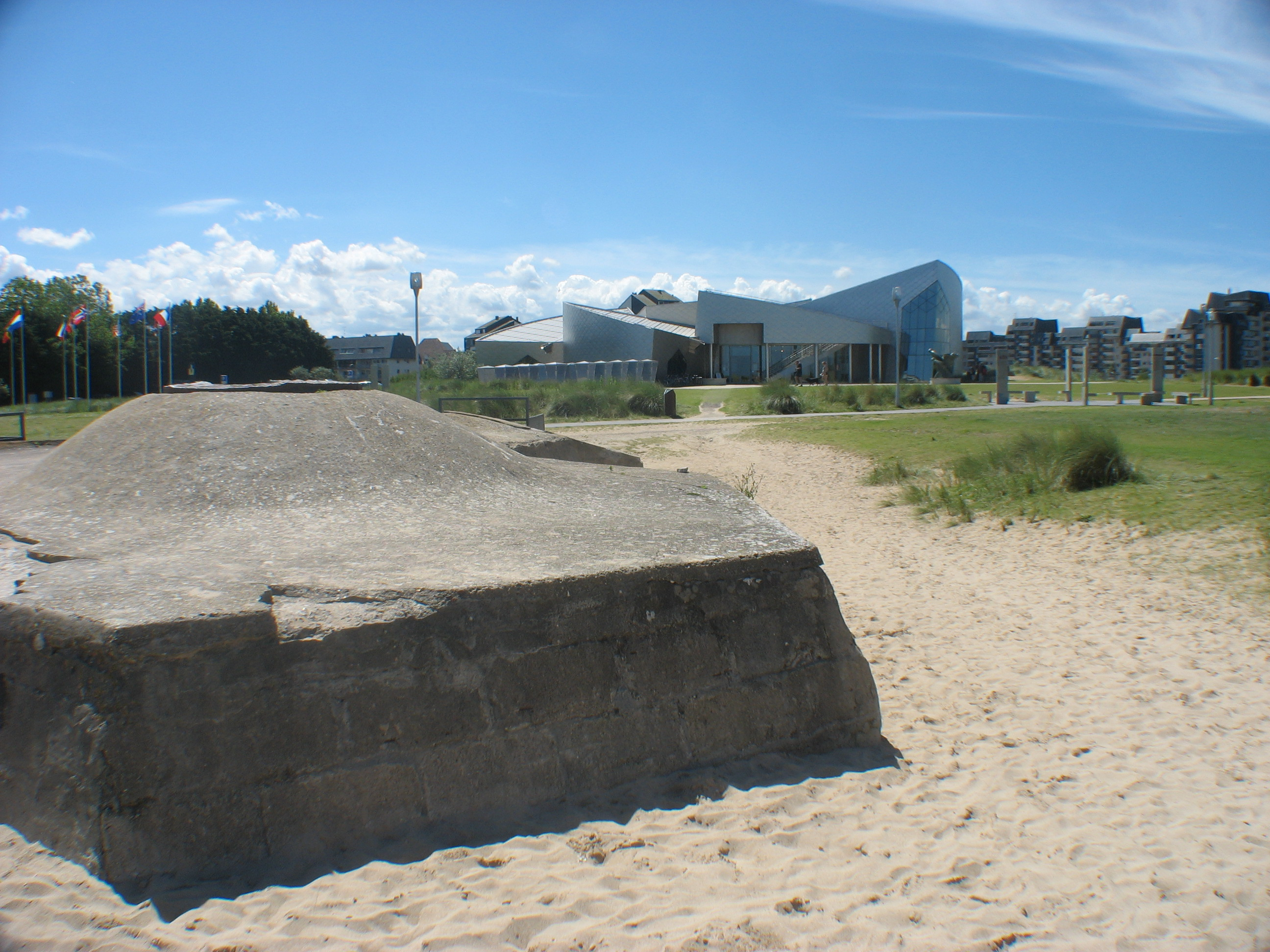
Juno Beach bei Courseulles-sur-Mer (Département Calvados), im Vordergrund ein deutscher Bunker, im Hintergrund das kanadische Juno Beach Centre.

Willie Glaser arbeitete zunächst von 1939 bis 1941 in Belfast. Bis Ende 1941 konnte der Briefkontakt mit Mutter Adele über das neutrale Irland aufrechterhalten werden. Anfang 1941 meldete sich Willie Glaser zur Armee, 1943 wurde Willie Glaser zur 1. Polnischen Panzerdivision versetzt. Beim Eindringen der Roten Armee in Polen 1939/40 hatte sich diese Einheit nach Ungarn abgesetzt, gelangte fast vollständig nach Frankreich und bildete dort einen Teil einer polnischen Brigade, die später über Dünkirchen evakuiert wurde (Operation Dynamo). Glaser wurde Funker und Geschützlader auf einem schnellen Spähpanzer vom Typ Cromwell.
Am 6. Juni 1944 (D-Day) begann die Operation Overlord, am 8. August 1944 landete die Erste Polnische Panzerdivision als integraler Bestandteil der Ersten Kanadischen Armee in der Normandie, vom Brückenkopf Juno Beach bewegte sich die Einheit Richtung Caen.
Mitte August 1944 war Willie Glaser an der Einkesselung deutscher Truppen im Kessel von Falaise beteiligt, er verhörte aufgrund seiner Sprachkenntnisse mitunter deutsche Kriegsgefangene, darunter Mitglieder der 12. SS-Panzer-Division „Hitlerjugend“ und der 1. SS-Panzer-Division Leibstandarte SS Adolf Hitler (1. LSSAH). Letztere war die Division, die ein Jahr zuvor Vater Ferdinand Glaser gefangen genommen hatte. Gefangene – zum Teil aus Franken und aus Fürth – sprach Willie Glaser gezielt darauf an, ob er selbst nun dem von Julius Streichers Der Stürmer geprägten Bild des „feigen Juden“ entspreche.
Der polnische Panzertrupp wurde in Gefechten mit den bei den Alliierten gefürchteten Tiger- und Panther-Panzern verwickelt. Willie Glasers Panzer erhielt bei Chambois einen Treffer durch einen „Panther“ der SS, wobei zwei Besatzungsmitglieder getötet wurden. Kurz darauf gelang es dem Spähpanzer einen schweren deutschen Kampfpanzer abzuschießen – wofür der Cromwell-Tank eigentlich nicht ausgelegt war. Die Besatzungsmitglieder erhielten deswegen das polnische Tapferkeitskreuz „Krzych Wlecznych“. Das Regiment bewegte sich dann nach Belgien und Holland, im November 1944 erreichten die Panzer die Maas, im April 1945 das deutsche Staatsgebiet, die letzte Kampfhandlung fand am 4. Mai nahe der Ortschaft Astederfeld (heute zu Zetel gehörig) statt. Willie Glaser fuhr wenig später mit einem Jeep nach Fürth und wohnte dort beim amerikanischen Ortskommandanten in der requirierten Villa von Gustav Schickedanz. Er konnte in Fürth aber keinerlei Hinweise auf das Schicksal seiner Familie auffinden.
Im August 1945 löste das polnische Regiment als Teil der britischen Rheinarmee die in Aurich stationierten kanadischen Truppen ab, die nach Kanada zurückkehrten. Im März 1947 kehrte die Division nach England zurück und wurde eine halbmilitärische Einheit, das Polnische Umsiedlungskorps. Im Laufe des Jahres 1947 lud die kanadische Regierung etwa 5.000 polnische Veteranen dazu ein, sich in Kanada niederzulassen. Willie Glaser nahm dieses Angebot an.
Nach einem geschäftlich erfolgreichen Leben widmete er sich im Alter den Kontakten mit Fürth und der Forschung zur Frage: Wie konnte es zum Holocaust kommen? Zunächst arbeitete er das Schicksal seiner Familie im Detail auf. Neben der Einsichtnahme in Originalunterlagen (z. B. im Pariser Mémorial de la Shoah) griff Willie Glaser auf Auskünfte von Zeitzeugen und Betroffenen – darunter z. B. Jan Karski und Serge Klarsfeld – zurück. Er kam nach umfangreichen Recherchen zu folgendem Ergebnis: Vater Ferdinand Glaser wurde in Auschwitz, seine Mutter Adele mit drei kleinen Geschwistern in Belzec ermordet (s.o). Dementsprechend wird Willie Glaser Nebenkläger in einem neuaufgelegten Belzec-Prozess sein, der im Herbst 2010 beginnen sollte.

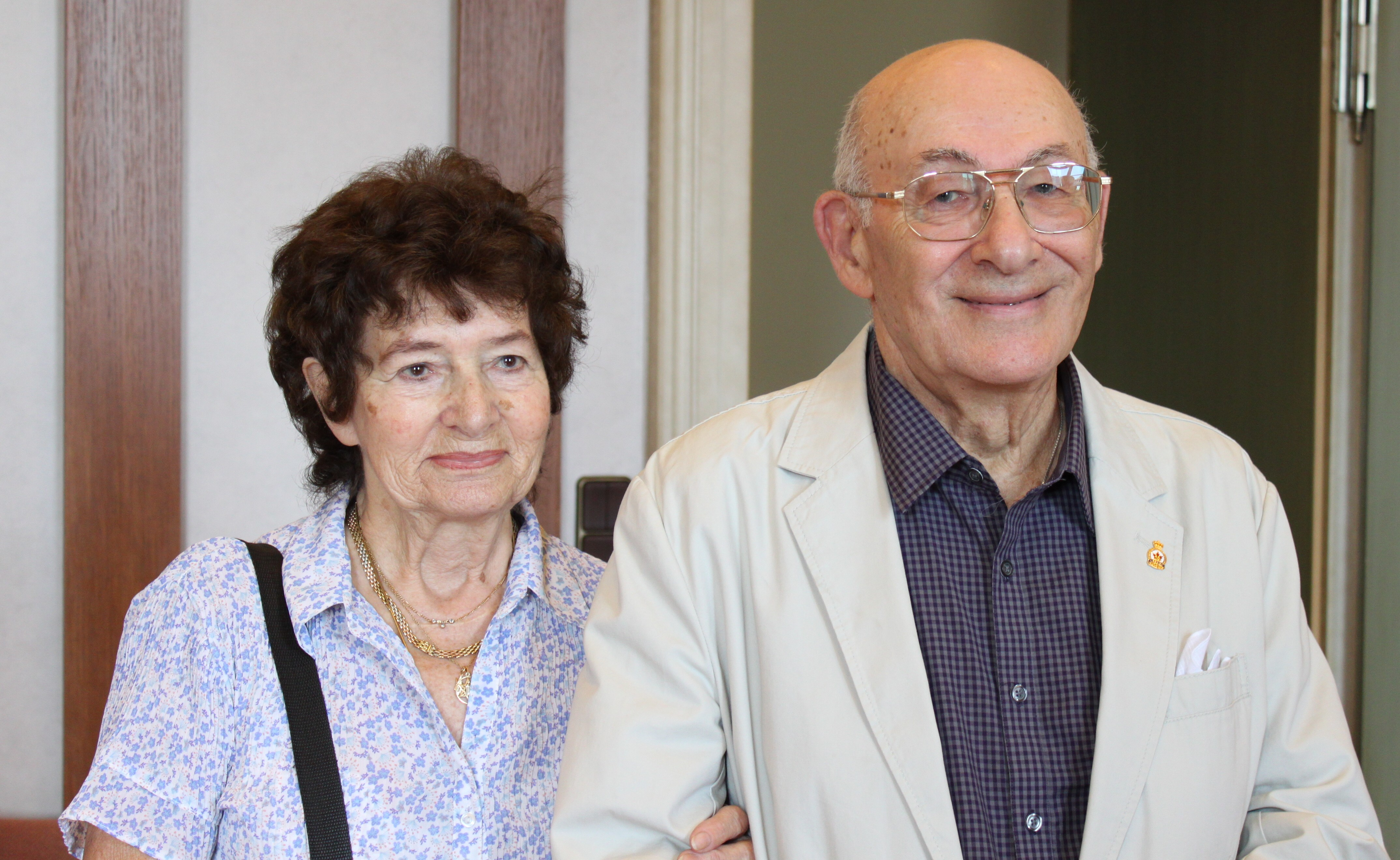
Die Überlebenden der Familie Glaser, Lottie und Willie, bei der Verleihung des Ehrenbriefes der Stadt Fürth am 30. Juni 2010

Willie Glaser brach jedoch keinesfalls die Kontakte nach Deutschland und nach Fürth ab. Schon 1998 initiierte er die Schenkung wertvoller hebräischer Drucke durch das Archiv des Canadian Jewish Congress an das Jüdische Museum Franken, im Jahre 2007 beteiligte er sich am Zeitzeugen Projekt der Leopold-Ullstein Schule Fürth. In einer Expertise für den Stadtrat Fürth zur Verleihung des Ehrenbriefes an Willie Glasers hieß es dementsprechend: „In seinen zahlreichen öffentlichen Auftritten in Kanada als hochdekorierter Kriegsveteran hat er seine Fürther Zeit nie in einem schlechten Licht erscheinen lassen. Durch die Aufarbeitung des Schicksals seiner Familie hat er der Geschichtswissenschaft wertvolle Hinweise zur Holocaustforschung geben können… Der Fürther Willie Glaser steht exemplarisch für ein Schicksal in einer bisher beispiellosen geschichtlichen Zäsur. Indem er selbst diese Zäsur bewältigt, hilft er uns, sie zu bewältigen.“ Am 30. Juni 2010 erhielt Willie Glaser nach einstimmigem Beschluss des Stadtrates den Ehrenbrief der Stadt Fürth, wobei nicht zuletzt die vorstehenden Einträge (Version vom 17. Februar 2010) auf der Wikipedia Grundlage des Beschlusses waren.